# Dance 'til Dawn
Dance 'til Dawn är en amerikansk tonårs TV-film från 1988 i regi av Paul Schneider. I huvudrollerna ses bland andra Christina Applegate, Alyssa Milano, Brian Bloom och Tracey Gold.

## Handling
Det är dagen för den stora skolbalen på Herbert Hoover High School, den som har organiserat det hela är den populära, snygga och bortskämda Patrice Johnson.
Shelley Sheridan och hennes pojkvän sedan fyra år, Kevin McCrea, gör slut precis innan balen och de får båda försöka hitta någon annan att gå med snabbt. 
Shelley lyckas inte och istället går hon på bio och ser en gammal skräckfilm för att hon tänker att där kan hon inte råka möta någon skolkamrat. Men hon stöter ihop med Dan Lefcourt, en av töntarna i skolan som också har gått på bio för att undvika balen eftersom han också tycker att det är pinsamt att han inte hade någon att gå med. 
Kevin får höra en påhittad historia om att en av de impopulära tjejerna i skolan, Angela Strull, är lätt på foten så han bjuder ut henne på balen istället för Shelley. Angela blir jätteglad över att få gå med den populäre Kevin. Men hennes kompis Margaret misstänker att det egentligen ligger något annat bakom. 
På balen är Patrice övertygad om att hon ska krönas till balens drottning nu när hennes enda konkurrent som hon ser det, Shelley inte ens är där. Hon har redan arrangerat en fest för att fira detta efter balen med sin hunsade pojkvän Roger. Men då har hon inte räknat med att få konkurrens från ett helt annat håll. Denna viktiga kväll för ett gäng ungdomar blir inte vad någon av dem hade föreställt sig...

## Tagline
- The kids had plans for a wild, all-night prom. But no one expected a party like this!

## Rollista i urval
- Christina Applegate - Patrice Johnson
- Alyssa Milano - Shelley Sheridan
- Brian Bloom - Kevin McCrea
- Tracey Gold -  Angela Strull
- Chris Young - Dan Lefcourt
- Tempestt Bledsoe - Margaret
- Matthew Perry - Roger
- Alan Thicke - Jack Lefcourt
- Kelsey Grammer - Ed Strull
- Edie McClurg - Ruth Strull
- Cliff De Young - Larry Johnson
- Mary Frann - Nancy Johnson
- Lewis Arquette - ägaren av pantbanken